# Линейные корабли типа Worcester
Тип линейных кораблей Worcester — три линейных корабля третьего ранга, разработанных для Королевского флота сэром Томасом Слейдом по проекту, утверждённому в ноябре 1765 года. 16 ноября был заказан первый корабль типа. Еще два корабля были заказаны через три года — 12 октября 1768 года.

## Корабли
- HMS Worcester

Строитель: королевская верфь, Портсмут

Заказан: 16 ноября 1765 года

Заложен: 6 мая 1766 года

Спущён на воду: 17 октября 1769 года

Выведен: разобран в 1816 году

- HMS Stirling Castle

Строитель: королевская верфь, Чатем

Заказан: 12 октября 1768 года

Заложен: октябрь 1769 года

Спущён на воду: 28 июня 1775 года

Выведен: затонул в 1780 году

- HMS Lion

Строитель: королевская верфь, Портсмут

Заказан: 4 декабря 1762 года

Заложен: май 1769 года

Спущён на воду: 3 сентября 1777 года

Выведен: продан на слом в 1837 году